# うそ (中条きよしの曲)
「うそ」は、1974年1月25日に発売された中条きよしの再デビューシングル。

## 解説
- シングルバージョンの他に、後にテイチクレコードで録音されたもの、RCAで録音された別バージョンが存在する。
- カバーバージョンが1974年10月藤圭子LP「命火」、1974年12月五木ひろしLP「おんな・涙・わかれ歌」に収録されている。

### 制作
- 中条の担当者が平尾昌晃の元付き人で、担当者と中条が平尾に直接依頼して制作された[1]。

- 詞の一部は作詞者・山口洋子自身が経営していた店の「ホステスが自分の彼氏の家に行ったら、口紅がついたたばこの吸い殻があった」という話が元になっている[2]。

- ホステスの気持ちを上手くくすぐり[3]、大ヒットに繋がった[3]。

- ジャンル的には演歌であるが16分音符を多用する構成になっている[4][5]。

- 当初はB面曲になる予定であったが、平尾・山口の意向もありA面に採用された[6]。

### セールス・チャート
- 発売から3か月余りでオリコントップ10に初登場し、6週後には1位、その後8週連続1位を獲得した。1974年度の年間チャートでは殿さまキングスの「なみだの操」、小坂明子の「あなた」に次いで3位にランクイン。累計売り上げは150万枚を突破した[7]。

- 本曲のヒットで「日本歌謡大賞」放送音楽新人賞、「FNS歌謡祭」最優秀ホープ賞（1974年上期）などを獲得（「第16回日本レコード大賞」では中条は新人ではないとして「大衆賞」を受賞）、1974年末の『第25回NHK紅白歌合戦』に初出場を果たした。

## 収録曲
- 全曲作詞：山口洋子／作曲：平尾昌晃／編曲：竜崎孝路

1. うそ（3分8秒）
2. 指輪をはずして（3分16秒）